# Gelastogonia gibbera
Gelastogonia gibbera är en insektsart som beskrevs av Goding. Gelastogonia gibbera ingår i släktet Gelastogonia och familjen hornstritar. Inga underarter finns listade i Catalogue of Life.